# إكسبلود
Explode هي أغنية للكندية نيلي فرتادو، طرحت في 27 سبتمبر 2004 وهي من ألبوم فلكلور، وقد شاركت نيلي فرتادو في إخراج الكليب الخاص بالأغنية، والكليب عبارة عن دمج بين مقاطع حقيقية وأخرى كرتونية حيث قامت نيلي برسم شخصية كرتونية تشبهها.

## معلومات الأغنية
- تاريخ الإصدار: 27 سبتمبر 2004
- التسجيل: 2003
- النوع: Pop، Rock
- المدة: 3:45
- كلمات:Nelly Furtado، Gerald Eaton
- ألحان: Gerald Eaton